# Film in 1978
Dit artikel gaat over de film in het jaar 1978.

## Succesvolste films
De tien films uit 1978 die het meest opbrachten.
| Rang | Titel                       | Distributeur       | Opbrengst wereldwijd |
| ---- | --------------------------- | ------------------ | -------------------- |
| 1    | Grease                      | Paramount Pictures | $ 366.178.870        |
| 2    | Superman                    | Warner Bros.       | $ 300.218.018        |
| 3    | Jaws 2                      | Universal Pictures | $ 183.855.272        |
| 4    | Animal House                | Universal Pictures | $ 120.091.123        |
| 5    | Every Which Way But Loose   | Warner Bros.       | $ 85.196.485         |
| 6    | Heaven Can Wait             | Paramount Pictures | $ 81.640.278         |
| 7    | Hooper                      | Warner Bros.       | $ 78.000.000         |
| 8    | Revenge of the Pink Panther | United Artists     | $ 49.579.269         |
| 9    | The Deer Hunter             | Universal Pictures | $ 48.991.826         |
| 10   | Halloween                   | Universal Pictures | $ 47.000.000         |

## Lijst van films
- Animal House (ook bekend als National Lampoon's Animal House)
- Benji's Very Own Christmas Story
- Beyond the Poseidon Adventure
- Bloodbrothers
- The Boys from Brazil
- Brass Target
- The Brink's Job
- La Cage aux folles
- Comes a Horseman
- Coming Home
- Convoy
- Damien: Omen II
- Dawn of the Dead
- Days of Heaven
- Death on the Nile
- The Deer Hunter
- The End
- Every Which Way But Loose
- F.I.S.T.
- Force 10 from Navarone
- Goin' South
- Grease
- The Greek Tycoon
- Halloween
- Heaven Can Wait
- Une histoire simple
- Hooper
- Höstsonaten
- Interiors
- Invasion of the Body Snatchers
- Jaws 2
- Last Hurrah for Chivalry
- The Last Waltz
- The Lord of the Rings
- Midnight Express
- Movie Movie
- Préparez vos mouchoirs
- Pretty Baby
- Return from Witch Mountain
- Revenge of the Pink Panther
- Same Time, Next Year
- Sgt. Pepper's Lonely Hearts Club Band
- Straight Time
- Superman
- The Swarm
- Thank God It's Friday
- An Unmarried Woman
- Up in Smoke
- The Wiz

### Lijst van Nederlandse films
- Billy Turf het dikste studentje ter wereld
- Camping
- Dag Dokter!
- Doctor Vlimmen
- Doodzonde
- De mantel der liefde
- Meneer Klomp
- Mysteries
- Nacht zonder zegen
- Pastorale 1943
- Pinkeltje

1870-1879 · 1880-1889 · 1890 · 1891 · 1892 · 1893 · 1894 · 1895 · 1896 · 1897 · 1898 · 1899 · 1900 · 1901 · 1902 · 1903 · 1904 · 1905 · 1906 · 1907 · 1908 · 1909 · 1910 · 1911 · 1912 · 1913 · 1914 · 1915 · 1916 · 1917 · 1918 · 1919 · 1920 · 1921 · 1922 · 1923 · 1924 · 1925 · 1926 · 1927 · 1928 · 1929 · 1930 · 1931 · 1932 · 1933 · 1934 · 1935 · 1936 · 1937 · 1938 · 1939 · 1940 · 1941 · 1942 · 1943 · 1944 · 1945 · 1946 · 1947 · 1948 · 1949 · 1950 · 1951 · 1952 · 1953 · 1954 · 1955 · 1956 · 1957 · 1958 · 1959 · 1960 · 1961 · 1962 · 1963 · 1964 · 1965 · 1966 · 1967 · 1968 · 1969 · 1970 · 1971 · 1972 · 1973 · 1974 · 1975 · 1976 · 1977 · 1978 · 1979 · 1980 · 1981 · 1982 · 1983 · 1984 · 1985 · 1986 · 1987 · 1988 · 1989 · 1990 · 1991 · 1992 · 1993 · 1994 · 1995 · 1996 · 1997 · 1998 · 1999 · 2000 · 2001 · 2002 · 2003 · 2004 · 2005 · 2006 · 2007 · 2008 · 2009 · 2010 · 2011 · 2012 · 2013 · 2014 · 2015 · 2016 · 2017 · 2018 · 2019 · 2020 · 2021 · 2022 · 2023 · 2024 · 2025